# Angelin Gazet

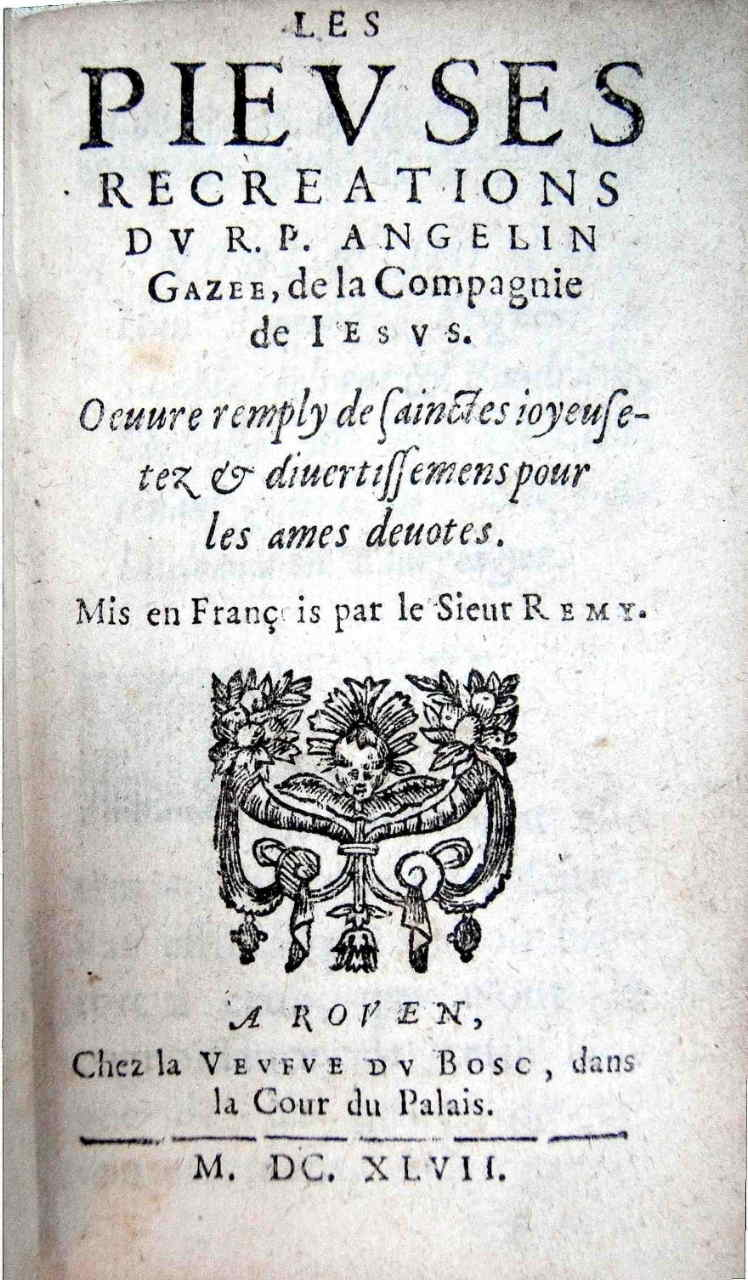
Page de titre des Pieuses recreations, éd. 1647

Angelin Gazet, ou Angelin Gazée, né à Saint-Pol-sur-Ternoise (Pas-de-Calais) le 18 octobre 1568 et mort à Valenciennes le 1er mars 1653, est un jésuite français, pédagogue et homme de lettres.

## Biographie
Il appartient à une famille d’Arras qui a fourni à cette époque plusieurs écrivains, dont son oncle Guillaume Gazet, curé d’Arras, qui laissa de très nombreux écrits. Angelin entre fort jeune dans l’ordre des jésuites et se consacre à l’éducation de la jeunesse flamande : il est successivement recteur des collèges d’Arras, de Valenciennes et de Cambrai.
Il est essentiellement connu pour son ouvrage Pia hilaria. Ce texte est un recueil tout à fait étonnant de 42 poésies latines bigotes, narratives et comiques, écrit semble-t-il pour ses besoins pédagogiques et publié sous l'égide de la Compagnie de Jésus en 1618. Une deuxième partie comportant 78 histoires sort en 1638.
Il eut un franc succès éditorial puisque l'on compte au moins une quinzaine d'édition dans la première moitié du XVIIe siècle. Ce succès se poursuit avec une traduction française du premier volume par Abraham Remy à Rouen en 1628 sous le titre Les Pieuses récréations, la seconde partie ne semblant pas avoir trouvé de traducteur. Le texte n'est plus alors versifié et devient un pur recueil d'histoires comiques religieuses, ce qui est tout à fait original. On y trouve, entre autres L'Histoire de Conaxa, qui sera reprise au théâtre jusqu'au XIXe siècle.

## Œuvres
- Pia hilaria variaque carmina R. P. Angelini Gazæi e Societate Jesu, Atrebatis, Baltazaris Belleri, 1618, in-−16°, 151-IX p.
- Les Pieuses recreations du R. P. Angelin Gazee, de la Compagnie de Jesus. Œuvre remply de Sainctes joyeusetez & divertissemens pour les ames devotes. Mis en François par le Sieur Remy, Rouen, Vve du Bosc, 1628
- Édition moderne des Pieuses récréations, Philomneste Junior, Jules Gay, Genève, 1868